# 宋云鈊
宋云鈊，字凝西，清代济南文人。

## 生平
宋云鈊极具才华，文采广受认可，但他在乡试中屡荐不遇，最终闭门授经。在其门下求学的人后来很多都科举中式。

## 相关
乾隆元年（1736年），宋云鈊曾写《致任泺湄书》给任弘远，希望任弘远利用与山东官员的关系，借山东巡盐御史三保重修趵突泉的机会，促成白雪楼的修葺，但白雪楼最终并未能得到修缮，在乾隆元年被彻底拆毁。